# المحطة المركزية

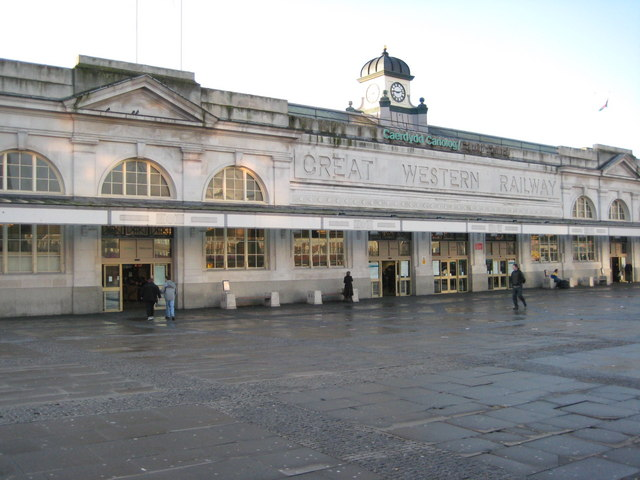
محطة كارديف المركزية

ظهرت المحطات المركزية أو محطات السكك الحديدية المركزية في النصف الثاني من القرن التاسع عشر حيث تم تطويق محطات السكك الحديدية التي بنيت في البداية على حافة مراكز المدن بالتوسع الحضري وأصبحت جزءًا لا يتجزأ من مراكز المدينة نفسها. نتيجة لذلك، تكون «المحطة المركزية» غالبًا، ولكنها ليست دائمًا، جزءًا من الاسم الصحيح لمحطة السكك الحديدية التي تعد محور السكك الحديدية المركزية أو الرئيسية للمدينة.

## أمثلة من المحطات المركزية
فيما يلي أمثلة للمحطات من جميع أنحاء العالم حيث «المحطة المركزية» جزء من اسمهم باللغة الإنجليزية أو يمكن ترجمتها على هذا النحو من لغتهم الأم.

### أوروبا

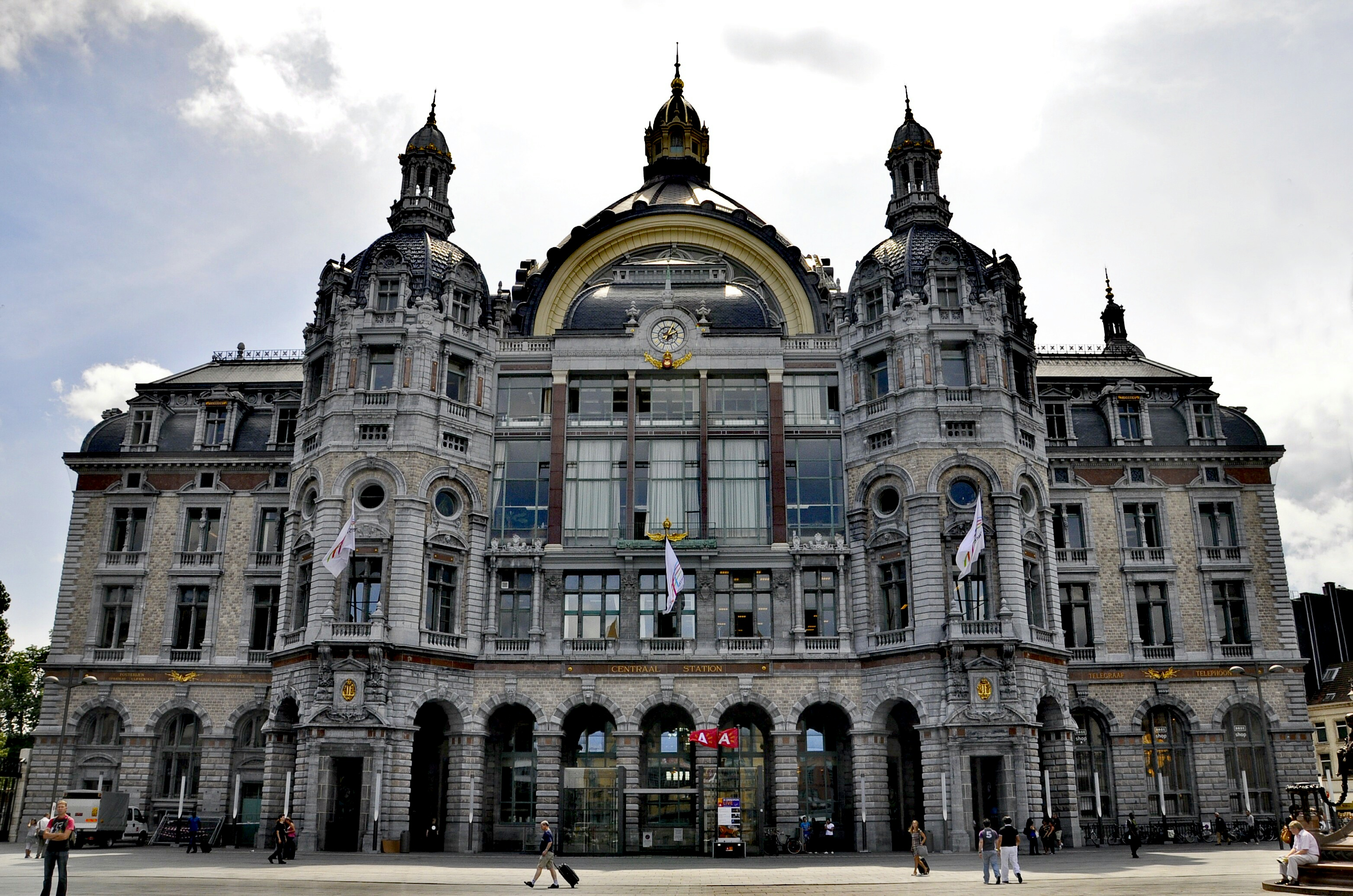
محطة أنتويرب المركزية

#### بلغاريا
هناك ثلاث محطات مع «المركزية» في أسمائهم: